# Història de la telefonia a Catalunya
La història de la telefonia a Catalunya, es remunta a finals del segle xix. En començar el segle xx, l'estat havia deixat en mans de la iniciativa privada la construcció de les línies de telèfon. Per això les empreses concessionàries només van construir les línies que creien rendibles.
A Catalunya hi ha dues companyies: la Companyia Telefónica del Vallès i la Companyia Peninsular de Telèfons.
Va ser la Mancomunitat de Prat de la Riba que amb una gran visió de futur, va veure que es tractava d'un servei públic que podia vertebrar el país, i donà l'impuls que permeté la connexió de gran part de les poblacions de Catalunya.
Malauradament la dictadura de Primo de Rivera en abolir la Mancomunitat, interromp la tasca iniciada, abocant un altre cop el país a un retard, i la xarxa interurbana catalana, no es completarà fins molts anys després, passada la Guerra Civil espanyola.

## Cronologia
- El 16 de desembre del 1877 es van fer les primeres proves telefòniques de la península entre dues sales de l'Escola Industrial de Barcelona[2] i dies després la primera conversa a llarga distància entre el Castell de Montjuïc i la Ciutadella.[3]
- El 26 de desembre del 1877 es va fer la primera comunicació telefònica interurbana, entre Barcelona i Girona, a càrrec de l'empresari Tomàs Josep Dalmau i Garcia[2] i l'enginyer Narcís Xifra, que usaren la línia telegràfica del ferrocarril entre les estacions d'ambdues ciutats. Un mes més tard varen fer un experiment semblant a l'Institut de Segon Ensenyament de Girona (avui museu de la ciutat).[4]
- Un Reial Decret de 1884 va establir a Espanya el monopoli del servei telefònic a favor de l'Estat.[1]
- L'any 1886 es va autoritzar la seva explotació a particulars, donat que l'Estat no hi estava interessat.[1]
- El 20 d'abril de 1895 s'inaugura la línia telefònica interurbana que uneix Barcelona amb Saragossa i Madrid.[5]

### La prohibició del català a les comunicacions telefòniques
- El 29 de maig de 1896 La Direcció General de Correus dicta una ordre que prohibeix fer servir el català a les comunicacions interurbanes.[6]
- El 20 de juny de 1896 un Reial decret autoritza l'ús del català a les comunicacions interurbanes i la redacció de telegrames, abolint així la prohibició anterior.
- L'any 1911 es funda la Secció de Ciències de l'Institut d'Estudis Catalans.
- L'any 1913 s'inaugura el servei de la Companyia Telefónica del Vallès.
- El 1914 Prat de la Riba dirigeix la Mancomunitat de Catalunya.

### La Mancomunitat porta el telèfon a tots els pobles de Catalunya
- El 20 de juliol de 1915 la Mancomunitat signa un acord amb la Companyia Peninsular de Telèfons dirigida per Enric Parellada, conegut com les Bases de Inteligencia, en virtut del qual la Mancomunitat pot construir les línies telefòniques que cregui oportú, sense que la Companyia li cedeixi cap dels drets que li atorga la seva concessió.
- El 2 de març de 1915 es funda la Secció de Telèfons de la Mancomunitat de Catalunya, dirigida per Esteve Terradas i Illa, que guanyà el concurs per ocupar-ne la direcció. La Secció de Telèfons havia de fer arribar el telèfon fins a tots el racons de Catalunya.[7]
- El Reial Decret de 9 de setembre de 1915 autoritza a la Mancomunitat a instal·lar i explotar la deficitària xarxa telefònica catalana … una Red telefònica interurbana que pueda unir varios o todos los pueblos de las cuatro provincias mancomunadas.[7]
- L'any 1916 es forma l'Oficina Tècnica de Barcelona de la Secció de Telèfons, dirigida per Terradas, que contractarà un oficial interí, dos auxiliars, un comptable, una dactilògrafa, un copista i un mosso de magatzem.
- L'1 de juliol de 1916 s'obre el locutori de Mollerussa.
- El 8 d'agost de 1916 s'obre el locutori de Lleida.
- En 1922, 405 poblacions estaven connectades a la xarxa telefònica.[8]

### La dictadura estronca l'obra de la Mancomunitat
- El 13 de setembre de 1923 té lloc el cop d'Estat de Primo de Rivera, que posà en suspens la Constitució, dissol el Parlament i implantà una dictadura d'ideals militaristes, nacionalistes i autoritaris.
- El 3 de febrer de 1924 s'inaugura a Balaguer, la primera central telefònica automàtica d'Espanya, construïda per la Secció de Telèfons de la Mancomunitat i dirigida per Esteve Terradas.
- Esteban Terradas funda l'Institut d'Electricitat i Mecànica Aplicades - 1919 que passa a dirigir.
- Albert Einstein visita Barcelona - 1923, com a part dels Cursos Monogràfics d'Alts Estudis i d'Intercanvi organitzats per la Mancomunitat de Catalunya.
- El 19 d'abril de 1924, es constitueix a Madrid, la Companyia Telefònica Nacional d'Espanya.[9]
- El 5 de novembre de 1925, amb la dictadura de Primo de Rivera, la xarxa telefònica de la Mancomunitat, passa a formar part de la Companyia Telefònica Nacional d'Espanya.
- L'any 1928 es va inaugurar el servei entre Espanya i els Estats Units.
- L'any 1929, Terradas, és nomenat director de la Companyia Telefònica Nacional d'Espanya.
- Després de la Guerra Civil espanyola, durant el franquisme, la telefonia passa per una obscura època de monopoli de l'estat.

### La liberalització arriba amb l'entrada a la Unió Europea
L'entrada a la Unió Europea l'any 1986 portà que l'1 de gener de 1988 entrés en vigor la nova Llei d'Ordenació de les Telecomunicacions (LOT), que regula el nou marc d'actuacions i competències telefòniques i suposa l'entrada d'altres operadors, amb la consegüent millora de qualitat del servei.

### La telefonia al segle XXI
La telefonia de protocol d'Internet (IP), també coneguda com a telefonia per Internet o Voice over Internet Protocol (VoIP), és una tecnologia disruptiva que està guanyant ràpidament les tecnologies de la xarxa telefònica tradicional utilitzant un servei d'Internet de banda ampla per transmetre converses com a paquets de dades.